# Асадуллаев, Ага Шамси
Шамси́ Асадулла́ев (азерб. Şəmsi Əsədullayev; 1840 (по другим данным 1841), Амирджаны — 21 апреля 1913, Ялта) — азербайджанский нефтепромышленник-миллионер, покровитель науки и культуры, меценат.

## Биография

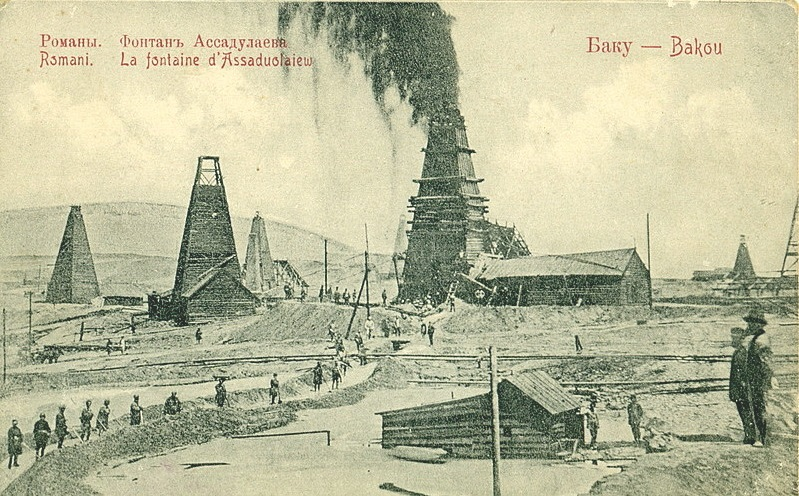
Фонтан Асадуллаева на почтовой открытке Российской империи.
На самом деле это одна из растиражированных ошибок - на открытке фонтан Каспийско-Черноморского общества на Биби-Эйбате, а не фонтан Асадуллаева.

Родился в селе Амираджаны Бакинского уезда Бакинской губернии (ныне центр Сураханского района города Баку), в бедной азербайджанской семье. С ранних лет помогал отцу в сельскохозяйственных делах. Позже начал работать на сураханских промыслах у нефтепромышленника Кокорева. Уже в 1860 году он был повышен до должности директора на промыслах. В 1874 году основал в Баку контору по добыче нефти, в 1893 году на её базе создал нефтедобывающую фирму. В начале 1890-х годов он приобрел нефтеносную землю. В 1897 году начали работу 3 нефтеналивных танкера, т.н. 3 “А”: Азия, Африка, Америка. Танкеры были построены английской фирмой. В 1903 году переехал из Баку в Москву.  
К 1913 году его личное состояние оценивалось в 10 млн рублей. По данным сборника "Документы по истории Баку. 1810—1917", в то время как общая протяженность нефтяных трубопроводов "Товарищества нефтяного производства братьев Нобель" составляла 17 верст, у одного Шамси Асадуллаева  протяженность трубопроводов составляла 12,5 верст.  
На официальном бланке компании над именем владельца Асадуллаева изображён герб Персии, с надписью в девизной ленте: «Удостоенъ двора его Императорского Величества Шаха Персидскаго». Под гербом выписаны названия городов, в которых действовали филиалы торговой компании: Астрахань, Баку, Белосток, Варшава, Казань, Кинешма, Кунцево, Нижний Новгород, Самара, Саратов, Царицын, Ярославль; главная контора располагалась в Москве.

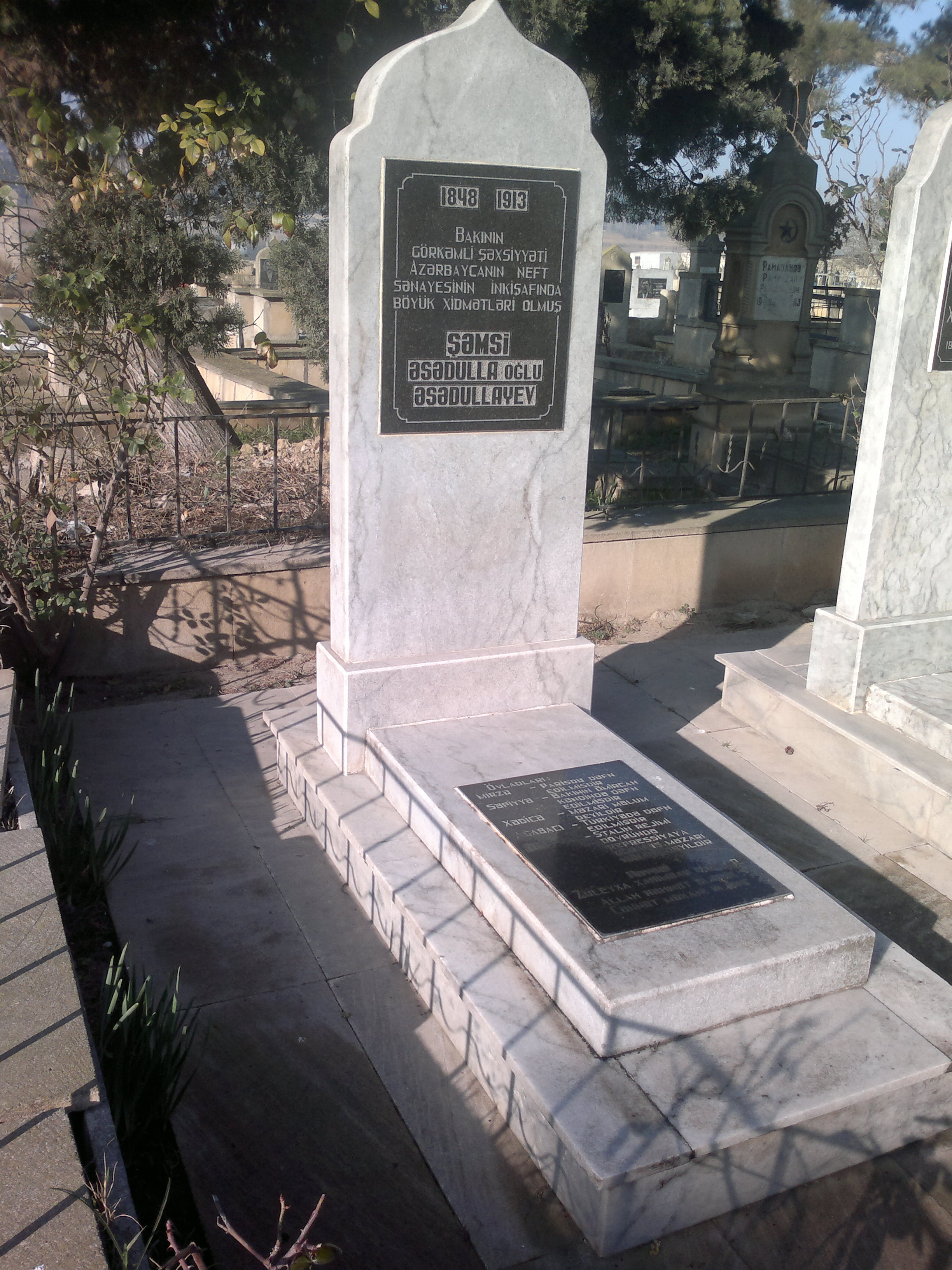
Могила Асадуллаева на кладбище посёлка Амирджаны

Умер в Ялте 21 апреля 1913 года, похоронен в родном селении Амирджан.

### Меценатство
Выделил средства на строительство здания Бакинского реального училища (ныне Азербайджанский государственный экономический университет); учредил две стипендии своего имени в крупнейшем в Закавказье Александровском Тифлисском учительском институте; подарил один из своих особняков в Замоскворечье московской мусульманской общине (Дом Асадуллаева). 
До сих пор в Москве существует здание в Малом Татарском переулке, построенное на средства Ш. Асадуллаева и подаренное им Татарскому культурному обществу (в этом здании 1 мая 1917 г. открылся Общероссийский съезд мусульман, на котором вместо предусмотренных 500 человек присутствовало 900 представителей, в т. ч. Мамед Эмин Расулзаде, Алимардан-бек Топчибашев, Ахмед Цаликов и др.). География предпринимательской деятельности Ш. Асадуллаева простиралась от персидского побережья Каспийского моря до европейских городов. В юбилейном издании «300-летие царствования дома Романовых», в разделе «Торговля и промышленность» отмечены 8 наиболее известных азербайджанцев, первым из которых упоминается Шамси Асадуллаев.
Возвёл мечеть в селении Амираджан и церковь в Калуге.
Оплачивал учёбу нескольких десятков талантливых молодых азербайджанцев в Германии, Франции, Варшаве, Казани, Киеве, Москве, Одессе, Петербурге и Харькове (например, в 1901 году первым из азербайджанцев окончил Петербургский институт гражданских инженеров архитектор Зивер-бек Ахмедбеков, ставший автором многих архитектурных памятников Баку).

### Семья
В первый раз Шамси женился на Мейрансе ханум. У пары были 5 детей: 2 сына (Мирза и Али) и 3 дочери (Сария, Хадиджа и Агабаджи).
Во второй раз женился после переезда в Москву, в 1907 году на Марии Петровне, от которой детей не имел.
Является дедом известной французской писательницы азербайджанского происхождения Банин (дочь Мирзы Асадуллаева), произведения которой читала вся Европа.

## Дома Асадуллаева

### Особняк в Баку

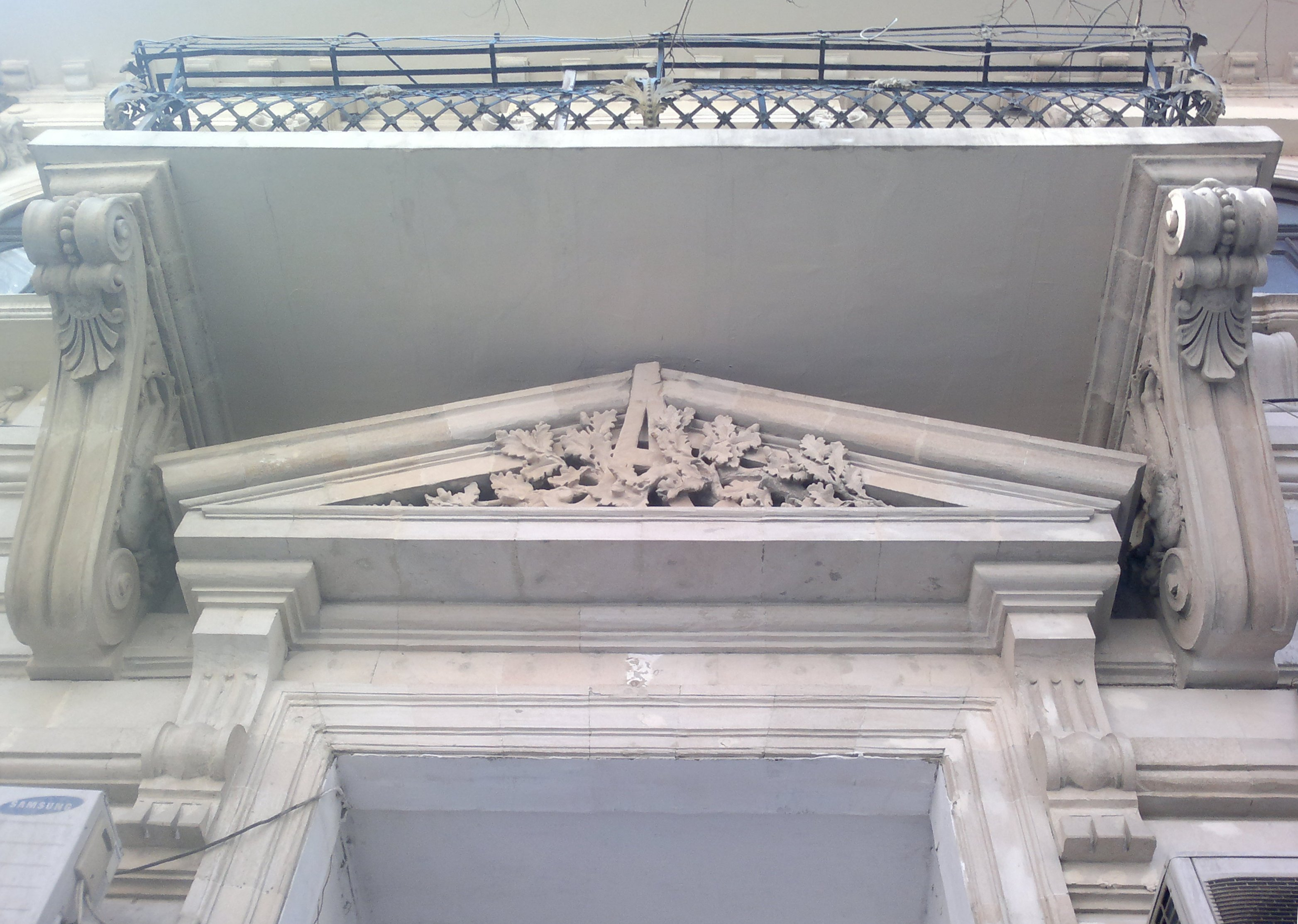
Вензель Асадуллаева на фасаде его особняка в Баку

В 1896 году по заказу Асадуллаева в Баку, на углу улиц Прачечная 9, Гимназическая 183 и Карантинная 84 по проекту архитектора Ивана Эделя был построен трёхэтажный особняк.

### Дом в Москве

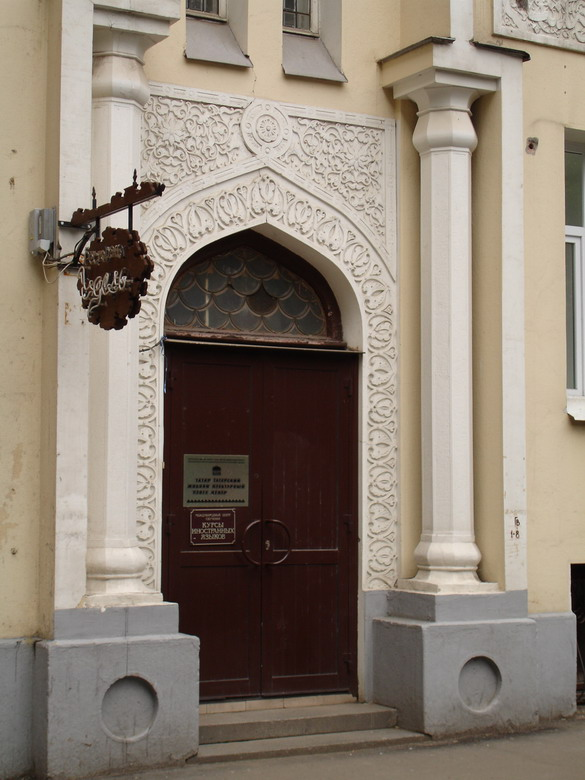
Ворота дома Асадуллаева в Москве

В районе Татарской слободы Асадуллаев выкупил два соседних владения под № 333 (Малый Татарский переулок, дом 6) и № 334 (там же, дом 8); первый участок предназначался для строительства большого магазина (в связи с кончиной Асадуллаева проект не был реализован), а на земле второго владения решил выстроить большое здание для школы.
Именно на этом участке в 1913 г. на средства Асадуллаева был построен четырёхэтажный дом, который стал культурным центром московских мусульман. До революции 1917 года подавляющее большинство мусульман в Москве составляли коренные москвичи, среди которых численно доминировали татары. Поэтому, дом Асадуллаева первоначально использовался лишь татарской общиной. В доме размещались: мектеб (школа) Московского мусульманского благотворительного общества, его правление, читальня, а после Февральской революции 1917 г. стал также одним из общественно-политических центров мусульман России.
Роль национально-культурного центра московских мусульман Дом Асадуллаева выполнял вплоть до 1941 года. В 1926 году здесь располагались два мусульманских детских дома (заведующие Тимербулатов и Хабибуллина); школа им. Нариманова № 27 с 210 учениками в семи группах (заведующий Юсупов); татарский центральный клуб им. Ямашева; центральная библиотека тюркских народов.
В 2003 году это здание было возвращено татарской национально-культурной автономии Москвы.